# Konanur, Arkalgud
Konanur là một làng thuộc tehsil Arkalgud, huyện Hassan, bang Karnataka, Ấn Độ.